# Ran Bi Wa
Ran Bi Wa (englischer Festivaltitel A Story about Fire, deutscher Festivaltitel Eine Geschichte vom Feuer) ist ein Animationsfilm für Kinder aus der Volksrepublik China unter der Regie von Li Wenyu aus dem Jahr 2025. Der Film feierte im Februar 2025 auf der Berlinale seine Weltpremiere in der Sektion Berlinale Generation Kplus. Ran Bi Wa ist der erste Langfilm des Regisseurs.

## Handlung
Die Handlung baut auf einem Mythos der Qiang auf, der Legende von Ran Bi Wa. Ihr Held ist ein Affe, der bei Menschen aufgewachsen ist. Weil er den Menschen vom Heiligen Berg das Feuer bringen soll, macht er sich auf zu einer Reise. Er muss mit einem Wolf als Begleiter viele Gefahren bestehen und Widrigkeiten ertragen, doch am Ende steht seine Verwandlung in einen Menschen und die seines Begleiters in einen Hund.

## Produktion

### Filmstab
Regie führte Li Wenyu, von dem auch das Drehbuch stammt. Ran Bi Wa ist sein erster Langfilm. Er wurde bereits für Kurzfilme mehrfach ausgezeichnet und lehrt Animation an der Sichuan-Universität.

### Dreharbeiten und Veröffentlichung
Der Film feierte im Februar 2025 auf der Berlinale seine Weltpremiere in der Sektion Berlinale Generation Kplus.

## Auszeichnungen und Nominierungen
- 2025: Internationale Filmfestspiele Berlin